# PZInż. 222

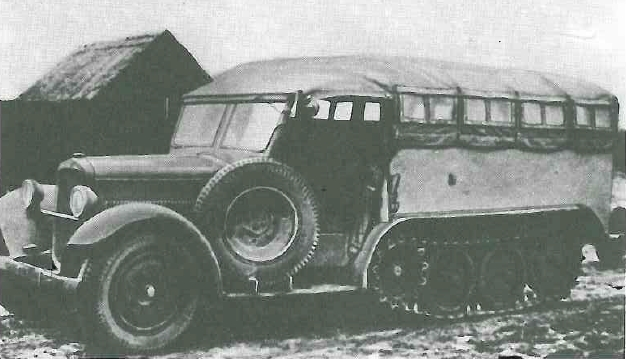
PZInż. 222 mit geschlossenem Verdeck.

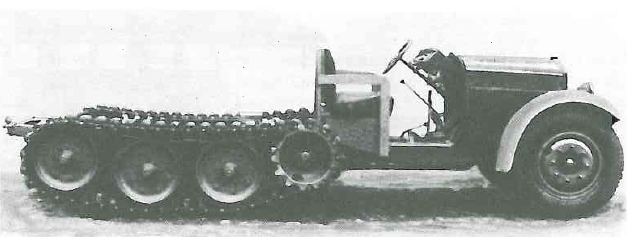
PZInż. 222 Fahrgestell ohne Aufbauten.

Das Halbkettenfahrzeug PZInż. 222 wurde in den 1930er Jahren entwickelt und als Prototyp sowie in einer Kleinserie mit wenigen Varianten für die polnischen Streitkräfte gebaut.

## Entwicklungsgeschichte
Während der gesamten 1930er Jahre blieben der Polski Fiat 618 und der Polski Fiat 621L die meist genutzten Transportfahrzeuge in den motorisierten Einheiten der polnischen Armee.
Durch die zunehmende Motorisierung der polnischen Streitkräfte und den Aufbau einer polnischen Panzertruppe wuchs der Bedarf an geländegängigen Fahrzeugen für die anderen Truppenteile, welche die Panzer begleiten und gemeinsam mit ihnen kämpfen sollten. Vorgaben bei der Fahrzeugentwicklung waren eine einfache Konstruktion und die preisgünstige Herstellung.
Im Jahr 1938 begann der Ingenieur Edward Jan Habich im Entwicklungsbüro der Państwowe Zakłady Inżynierii (PZInż.) (deutsch: Staatliche Ingenieurbauwerke) ein Projekt für einen leichten, teilgepanzerten Mannschaftstransportwagen, der hinten für die Geländegängigkeit mit einem Kettenlaufwerk versehen war. Dieses Fahrzeug sollte Teile des Polski Fiat 618 verwenden, um die Produktion mit schon vorhandenen Bauteilen kostengünstig zu halten. Der Entwurf eines solchen Wagens wurde zur Grundlage des Prototyps.
Der erste PZInż. 222 war der Prototyp eines Halbkettenfahrzeuges als Mannschaftstransporter für die Infanterie. Gemäß einer Planung aus der Zeit vor dem Zweiten Weltkrieg sollten aus diesem Modell weitere Fahrzeuge für die polnischen motorisierten Kavallerieeinheiten und andere Truppenteile entwickelt werden. Zum Ende des Jahres 1938 wurde der Prototyp den militärischen Dienststellen zur Erprobungen übergeben. Dabei erwies sich der PZInż. 222 als vielversprechend und man entschied sich für die Einführung und Serienproduktion.

## Produktion
Die Entscheidung, den PZInż. 222 in Serie zu produzieren, führte zur Vorbereitung der Produktion in größerem Umfang. Zwölf Fahrzeuge in der Basisversion wurden vor Kriegsbeginn fertiggestellt. Der Beginn der geplanten Serienfertigung wurde durch einen Bombenangriff auf die Produktionsstätte im September 1939 verhindert. Am 30. September kapitulierte Warschau und die PZInż.-Werke fielen endgültig der deutschen Wehrmacht in die Hände, es folgte die Demontage von Rüstungsanlagen und die teilweise Verschleppung von Ingenieuren zur Zwangsarbeit nach Deutschland.

## Technische Beschreibung
Die Konstruktion des Fahrzeugs basierte auf dem Fahrgestell des Polski Fiat 618. Der wesentliche Unterschied bestand in der Verwendung eines Kettenlaufwerkes anstelle der Hinterachse. Das Fahrzeug war mit einem flüssigkeitsgekühlten 4-Zylinder-Vergasermotor vom Typ PZInż. 357 (Polski Fiat 118A) ausgestattet. Der Aufbau war aus Stahlblech und konnte mit einer Plane, die über einen klappbaren Rahmen aus dünnen Rohren gespannt war, vor Witterungseinflüssen geschützt werden.
Der PZInż. 222 hatte ein Getriebe mit vier Vorwärtsgängen (der dritte und vierte waren synchronisiert) und einem Rückwärtsgang sowie ein Untersetzungsgetriebe für die Geländefahrt. Der PZInż. 222 verfügte über eine automatische Sperrvorrichtung, die bei zu großen Geschwindigkeitsunterschieden zwischen dem rechten und dem linken Rad eingriff. Durch eine entsprechend gewählte Übersetzung des Untersetzungsgetriebes und des Hauptgetriebes konnte der Transporter mit voller Last Steigungen von bis zu 49° bewältigen. Der Antrieb wurde auf die Ketten übertragen. Der Kettentyp wurde speziell für dieses Modell entwickelt und erwies sich als sehr erfolgreich, da sich die Ketten bei den Tests nach 13.000 km nur geringfügig abgenutzt hatten.
Die Federung des PZInż. 222 bestand aus halbelliptischen, in Längsrichtung angeordneten Blattfedern mit hydraulischen Hebelstoßdämpfern. Das Fahrzeug hatte Trommelbremsen an den Vorderrädern und an den Antriebsrädern des Kettenlaufwerkes. Die Handbremse wirkte mechanisch auf die Antriebswelle. Der PZInż. 222 hatte im Gelände eine Nutzlast von 1,1 Tonnen und konnte eine Zuglast von bis zu einer Tonne ziehen.
Das Fahrzeug hatte eine komplette elektrische Anlage mit einer Spannung von 12 Volt, gespeist von einem Generator mit einer Leistung von 100 Watt und einer Batterie mit einer Kapazität von 60 Ampere.

## Einsatz
Im Sommer 1939 wurden die 13 produzierten Fahrzeuge bei der 10. Kavalleriebrigade abschließend getestet. Deshalb ist anzunehmen, dass sie während der Abwehrkämpfe der polnischen Streitkräfte während des Angriffs auf Polen beteiligt waren. Details zu der Teilnahme an den Kampfhandlungen sind so gut wie nicht bekannt. Die Fahrzeuge wurden auch als Zugmittel für Panzerabwehrkanonen oder vergleichbares schweres Gerät genutzt.

## Varianten
Es war geplant, den Halbkettenschlepper PZInż. 222 als Mehrzweckfahrzeug mit verschiedenen Varianten für etliche Einsatzzwecke zu produzieren. Gemäß dem Motorisierungsprogramm der polnischen Armee von 1937 sollten die folgenden Varianten hergestellt werden:
- bei der Infanterie
  - als Zugmaschine für die 37-mm-Kanone wz.36
  - als Gruppenfahrzeug für Maschinengewehre / CKM-Transporter (ciężki karabin maszynowy wz.30 / schweres Maschinengewehr wz.30)
- bei der Panzertruppe
  - als Werkstattwagen
  - als Sanitätsfahrzeug
- bei der Kavallerie
  - als Zugmaschine für die 37-mm-Kanone wz.36
  - als Gruppenfahrzeug für Maschinengewehre / CKM-Transporter (ciężki karabin maszynowy wz.30 / schweres Maschinengewehr wz.30)
  - als Mannschaftstransporter von motorisierten Truppen
- bei der Artillerie
  - als Zugmaschine für die 75-mm-Feldgeschütztraktor
  - als Gruppenfahrzeug für Maschinengewehre / CKM-Transporter (ciężki karabin maszynowy wz.30 / schweres Maschinengewehr wz.30)
  - als Verbindungsfahrzeug
  - als Aufklärungsfahrzeug
- bei der Luftwaffe
  - als Transportfahrzeug für die Versorgung von Flugplätzen in Frontnähe
  - als Sanitätsfahrzeug
- beim Sanitätsdienst
  - als Sanitätsfahrzeug

## Verbleib
Es gibt Unterlagen, die beschreiben, welche Ausrüstung der polnischen Armee während Kämpfe und nach der Niederlage Polens in den Besitz der ungarischen Streitkräfte gelangte. Unter anderem soll das Versorgungszentrum der Eisenbahn-Brückenpioniere Nr. 1 aus Krakau laut Inventar vom 20. September 1939 ein Rad- und Kettenfahrzeug Fiat 618 an Ungarn übergeben haben. Dies war mit hoher Wahrscheinlichkeit eines der PZInż. 222. Der weitere Verbleib der Fahrzeuge ist Stand 2020 unbekannt.